# ガドーニ
ガドーニ（イタリア語: Gadoni）は、イタリア共和国サルデーニャ自治州ヌーオロ県にある、人口約800人の基礎自治体（コムーネ）。

## 地理

### 位置・広がり

#### 隣接コムーネ
隣接するコムーネは以下の通り。括弧内のORはオリスターノ県、SUは南サルデーニャ県所属を示す。
- アリッツォ
- ラーコニ (OR)
- セウーロ (SU)
- ヴィッラノーヴァ・トゥーロ (SU)